# 聲優初體驗！
《聲優初體驗！》是紺野あずれ創作的日本漫畫作品。在WANI BOOKS的《Comic Gum》2008年7月號開始連載。於2010年7月號宣布動畫化，並分別在2010年11月及2011年5月發售OVA第1卷和第2卷。『聲優初體驗!!』在『月刊Action』（雙葉社）連載中。

## 大綱
青柳柑奈是高校1年生。在16歳生日時，姐姐彌生拜托於姐姐的公司工作。但姐姐的公司是製作H-GAME，而柑奈的工作是為H-GAME配音。

## 登場角色
本作大部分主要人物的名稱來源是日本舊曆。
聲的順序是2009年9月號所付錄的廣播劇CD／OVA。

### 主角
青柳柑奈（聲：西野みく／MAKO）
身高158cm，體重47㎏，10月10日生日。
主人公。高島南高校1年3班，田徑部成員，擅於中、長距離。處女，無男朋友。於16歳生日時被姐姐彌生拜托擔任H-Game聲優。
有著與年齡不相應的純情性格，不曉得許多在H-Game裡常見行為的意思。曾被半推半就的觀看色情片（AV）片段，且進入忘我境界。有著超常的集中力和想像力，即使只聽聲音也能完全沉醉於想像中。
「特技」是只靠想像就能達到性高潮（故事中被作為轉換狀態），而在第48話時柑奈的轉換狀態就進入更高的境界，在轉換狀態下被元樹親吻之後，其高潮的聲音可以刺激聽的觀眾也會有高潮的現象。
隨著與元樹的聲優練習以及相處，意識到自己喜歡元樹，並在44話與元樹告白，但因為被元樹親吻之後進入轉換狀態而脫口說出些色情台詞而失敗。
以「青井柑菜」名義擔當的角色有「櫻色課程」的小川結佳、「精液依存症」的藤澤若菜、「主人育成計劃」的本鄉步美、「四角關係」的三條美里。

### BlueMarch有限公司
彌生與長俊在大學畢業前成立的遊戲公司。
青柳彌生（聲：海原エレナ／渡邊明乃）
身高160cm，體重49㎏，3月3日生日，28歲。
柑奈的姐姐，BlueMarch的社長，在公司負責監督、程式、宣傳等事項。
公司名稱取自於自己的名「青」與「彌生」。
在剛踏入業界時，與柑奈一樣擔任聲優（名義不明）。當時打工的地方就是海津家的公司。
日置長俊（聲：ワッショイ太郎／千葉進步）
身高180cm，體重71㎏，9月9日生日，28歲。
遊戲編劇。彌生的青梅竹馬，有如柑奈的哥哥一樣。
針江夏實（聲：みすみ／鈴木真仁）
身高168cm，體重54㎏，6月6日生日，24歲。
負責原畫・CG的女性社員，對女高中生有異樣的執著。
弘部冬實（聲：山咲杏／森沢芙美）
身高158cm，體重48㎏，12月12日生日，24歲。
負責原畫・CG的女性社員，據夏實說有喜歡正太的喜好。
横山雪平（聲：梅小路乒乓／水島大宙）
身高176cm，體重67㎏，2月2日生日，23歲。
負責背景設計・CG的男性社員，擅長畫背景畫，不過卻不擅長畫角色圖，公司內難得的正常人。

### 柑奈的朋友
能家葉月（聲：神谷奈央／長妻樹里）
身高158cm，體重47㎏，8月8日生日。
柑奈的朋友之一。京都出身，說著關西方言的巨乳少女。
兄長有畫同人誌，在Comic Market幫兄長售賣同人誌時剛好遇上柑奈和海津的身影在場地出現。
其後從柑奈口中得知其打工的工作（H-Game聲優）後，自願擔任聲優。
以「能登羽月」名義擔當的角色有「四角關係」的「島原庫雷亞」。
牧野小鳥（聲：未來／島形麻衣奈）
身高145cm，體重38㎏，4月4日生日。
柑奈的朋友之一。是一名遊戲迷，對遊戲的事非常了解（H-Game除外）。
與葉月一同Comic Market售賣同人誌遇上柑奈和海津。
其後從柑奈口中得知其打工的工作（H-Game聲優）後，自願擔任聲優，其聲音特色為蘿莉聲。
在43話發現她有著導演一般的說教才能，指出絢雨突然爆發的原因。
以「牧原琴里」名義擔當的角色有「四角關係」的「高松華」。
海津元樹（聲：無／平尾明香）
身高172cm，體重60㎏，1月1日生日。
柑奈的同班同學，父親是H-Game公司社長，成績優異的學生，但卻對運動相當不拿手。
在初一時開始於父親的公司打工。在初二時從彌生口中得知其妹妹的存在，並得知其將來也會擔任聲優時也開始學習成為聲優。在高一開學，認識柑奈時就開始留意其存在，關注她的一舉一動。
在柑奈得知元樹的身份後，彌生要求元樹照顧柑奈以讓他出現改變狀態，以及幫助他、葉月與小鳥的配音輔助。
城山絢雨（聲：無／川中瀬奈）
身高157cm，體重46㎏，5月5日生日。
在柑奈等人升上高二時轉來的轉學生，同時也是元樹的表妹。
個性單純怕生但卻有些固執，因為家境富裕的關係在他轉學之前都就讀女校，因此對於性知識的瞭解非常的貧弱，其貧弱的程度甚至比柑奈更誇張。
在一次偷聽到了柑奈等人在空教室練習H-Game的台詞，而造成對柑奈等人的誤會，且進而造成絢雨要當H-Game聲優的意願，為本作第四名女高中生聲優。
其實因為6歲時與元樹求婚時遭到拒絕並得知是因為自己暴力行為的關係，所以長期壓抑自己的衝動的個性。
而在第43話因為與元樹的聲優練習時因為求婚台詞而意識到小時候的事情，隨即就會爆發並給元樹一個拳頭毆打，自此之後如果有類似情節都會毆打元樹。也因為這樣充滿攻擊性的場面被發掘有配高傲型與虐待型角色的聲優才能。
在第48話發現他也有與柑奈同樣的轉換狀態的體質。

### 聲優
藁園文花（聲：相原希沙／石川綾乃）
身高163cm，體重48㎏，7月7日生日，21歲。
女大學生專業聲優，與能家葉月同樣為巨乳。柑奈的聲優指導，在聲優界中是準所屬聲優。
雖然在H-Game聲優工作配的不錯，但是在動畫的甄選會屢次遇到緊張的情況而無法被選上，對此文花也非常煩惱，但在重一的提醒和神乐的紧迫下，以配H-Game的感觉参加甄選會，结果成功获得主角配音。
以「花園穗」擔當的角色有「主人育成計劃」的「本郷麻耶」、「四角關係」的「山城小夜」。
酒波重一（聲：無／小野坂昌也）
身高180cm，體重72㎏，11月11日生日，31歲。
文花與神樂的聲優前輩。在聲優界中是正所屬。雖然經常說出露骨的話，但卻不會對人作出實質上的性騷擾。
為H-Game配音的名義是「馬並重一」，曾為「櫻色課程」的「野口浩輔」配音。
住吉神樂
身高164cm，體重45㎏，11月20日生日，21歲。
與文花同期的聲優，身材與個性等跟文花有著對比之差。
因為是童星出生，因此具備相當的演技力底子，在動畫甄選會常常被選上的人氣聲優。
由於跟認知到自己跟文花的對比以及他的潛力而產生了自卑心跟競爭心，所以總是對文花產生對抗意識。
喜歡酒波，因在國中時期聽了酒波主持的電台節目，因此讓他想當聲優，也因文花跟酒波很要好，所以這成為他不喜歡文花的原因之一。

### H-Game界相關人士
海津泰人（聲：無／室園丈裕）
身高174cm，體重67㎏，1月30日生日，41歲。
元樹的父親，擔任H-Game公司 studio KAISER 的社長。
海津早苗
身高160cm，體重49㎏，6月15日生日，39歲。
元樹的母親，擔任H-Game公司 studio KAISER 的副社長。
船木龍一（聲：無／高橋伸也）
身高175cm，體重64㎏，11月3日生日，27歲。
錄音室的技師，反對未成年的柑奈等人做H-Game聲優的工作。

### 劇中遊戲的人物
小川結佳
柑奈第一次配音的角色，名義是青井かんな。是個性格乖巧，說話很少的圖書管理員，雖然想和週邊的人變得要好，但因為性格關係而說不出口。因讀過官能小說而對H的事有興趣，攻受是受。
綾乃（女僕少女）（聲：小倉結衣）
凌辱系HGame『HOME MADE MAID』的登場角色。

## 劇中作

### 遊戲
- 『HOME MADE MAID』（BlueMarch有限公司製作，拔系遊戲）
- 『排球魂』（BlueMarch有限公司製作，燃系遊戲）
- 『櫻色課程』（BlueMarch有限公司製作）
  - 角色：小川結佳（青井柑菜配音）等共五名攻略角色。主人公名片山宗俊。其他角色有野口浩輔（馬並重一配音）
- 『精液依存症』（studio KAISER）
  - 角色：桃香、藤澤若菜：風紀委員（青井柑菜配音）、老師。合共三名可攻略角色。
- 『主人育成計畫』（BlueMarch有限公司製作，ADV遊戲）
  - 大要：主角的父母出差，因擔心兒子而雇用了兩位女僕，而這兩人是於三年前搬家的青梅竹馬。
  - 角色：
本鄉步美：妹妹（青井柑菜配音）
本鄉麻耶：姊姊（花園穗配音）
  - 主題曲：goodmoming主人（主唱：青井柑菜、花園穗）
- 『四角關係（Square Crisis）』（BlueMarch有限公司製作）
  - 大要：婚約者們為爭取成為正室的故事。
  - 角色：
山城小夜：三年級學生會長。（花園穗配音）
島原庫雷亞：二年級，日美混血兒。（能登羽月配音）
高松華：一年級。（牧原琴里配音）
三條美里；二年級，主角的青梅竹馬。（青井柑菜配音）
西遠寺智也：主角。有著四位婚約者。
- 『巫女巫女Crazy（miko miko csazies）』（BlueMarch有限公司製作）
  - 角色：
堤園子（青井柑菜配音）
岩滝伊織（能登羽月配音）
木下佐耶（牧原琴里配音）
片山佐之介：主角。
  - 主題曲：orange blossom（主唱：青井柑菜、花園穗）；片尾曲由高島南高校配音女生主唱
- 『雌犬調教日誌（studio KAISER，軟性SM遊戲）
  - 角色：
女角色有女主角（花園穗配音）、坂下瑞穗（青井柑菜配音）等等，主人公是新堂
- （studio KAISER）
  - 角色：
小林愛莉（青青井柑菜配音）
篠崎千紗登（花園穗配音）
森川淑乃（能登登羽月配音）
千本佳奈（牧原琴里配音）
倉田藤次（主人公）

### 動畫
- 『女子壘球！
  - 配音員：住吉神樂（音羽聲優事務所所屬，飾演副女主角）
- 『鹿野君家的姐姐』
  - 配音員：藁園文花（音羽聲優事務所所屬，飾演女主角—鹿野結衣子—主角鹿野大輔的姐姐）、住吉神樂（飾演同班同學）

### 其他
- 『重文專題廣播節目
  - 主持：酒波重一、藁園文花

## 漫畫單行本
| 卷數 | 日本                   | 日本           | 日本                   | 日本           | 日本                                                                 |
| 卷數 | 普通版                 | 普通版         | 初回限定版             | 初回限定版     | 初回限定版                                                           |
| 卷數 | ISBN                   | 出版日期       | ISBN                   | 出版日期       | 附品                                                                 |
| ---- | ---------------------- | -------------- | ---------------------- | -------------- | -------------------------------------------------------------------- |
| 1    | ISBN 978-4-8470-3667-5 | 2008年12月25日 | 無                     | 無             | 無                                                                   |
| 2    | ISBN 978-4-8470-3689-7 | 2009年6月25日  | ISBN 978-4-8470-3690-3 | 2009年6月25日  | MOSAIC.WAVによる「魔法のおしごと」CD                                 |
| 3    | ISBN 978-4-8470-3710-8 | 2009年12月25日 | ISBN 978-4-8470-3709-2 | 2009年12月25日 | 「かんなとほのかのおねだりBOX」                                      |
| 4    | ISBN 978-4-8470-3740-5 | 2010年7月24日  | ISBN 978-4-8470-3741-2 | 2010年7月24日  | MOSAIC.WAVの「こころのひめごと」がBGMのムービー（Studio五組制作）DVD |
| 5    | ISBN 978-4847037597    | 2010年12月25日 | ISBN 978-4847037580    | 2010年12月25日 | OVA版のキャストによるドラマCD                                        |
| 6    | ISBN 978-4-8470-3779-5 | 2011年7月25日  | ISBN 978-4-8470-3780-1 | 2011年7月25日  | OVA版のキャストによるドラマCD                                        |
| 7    | ISBN 978-4-8470-3797-9 | 2011年12月24日 | ISBN 978-4-8470-3792-4 | 2011年12月24日 | OVA版のキャストによるドラマCD                                        |
| 8    | ISBN 978-4-8470-3818-1 | 2012年6月25日  | ISBN 978-4-8470-3819-8 | 2012年6月25日  |                                                                      |
| 9    | ISBN 978-4-8470-3837-2 | 2012年12月25日 | ISBN 978-4-8470-3838-9 | 2012年12月25日 |                                                                      |
| 10   | ISBN 978-4-8470-3880-8 | 2013年7月25日  | ISBN 978-4-8470-3881-5 | 2013年7月25日  |                                                                      |

## OVA
OVA『こえでおしごと! The ANIMATION』是因GONZO經營資金困難而獨立出來，由第5藝術家工作室職員組成的製作公司・Studio五組的處女作品。

### 製作人員
- 原作 - 紺野あずれ（連載於WANI BOOKS《月刊Comic Gum》）
- 系列構成 - 鈴木雅詞
- 人物設定、作畫監督 - 清丸悟
- 美術監督 - 松本浩樹
- 色彩設計 - 甲斐けいこ
- 攝影監督 - 中村昌樹
- 編集 - 重村建吾
- 音響監督 - 本山哲
- 音樂 - YM-FACTORY
- 製片人、音樂製片人 - 高畑裕一郎
- 動畫製作人 - 柴田知典
- 動畫製作 - Studio五組
- 監督 - 細田直人
- 製作、音樂制作 - 波麗佳音
- 方言指導 - 上田朱音

### 主題歌
- OP『戀愛魔法』

作詞 - Funta3 / 作曲・編曲 - Funta7
歌 - Orange blossom 〔青柳柑奈（CV.MAKO） & 藁園文花（CV.石川綾乃）〕
- ED『くちびるチャック』

作詞 - 深青結希 / 作曲 - 若林充 / 編曲 - 草野よしひろ
歌 - 高島南高校こえごとがーるず〔柑奈（CV.MAKO） & 葉月（CV.長妻樹里） & 小鳥（CV.島形麻衣奈）〕

### 各話資料
| 卷數   | 日文標題 | 中文標題   | 劇本     | 作畫     | 演出     | 作畫監督 | 發售日         |
| ------ | -------- | ---------- | -------- | -------- | -------- | -------- | -------------- |
| take.1 |          | 16歲的秘密 | 鈴木雅詞 | 細田直人 | 細田直人 | 清丸悟   | 2010年11月17日 |
| take.2 |          | 秘密聲優   | 鈴木雅詞 | 細田直人 |          | 清丸悟   | 2011年5月11日  |

## 廣播劇CD
廣播劇CD由Studio五組製作，聲優與OVA相同。
- 打工聲優！廣播劇CD 「處女作・櫻色課程」

## 外部連結
- .   [2010-12-01]. （原始内容存档于2014-06-07）. （日語）